# Aphrophila trifida
Aphrophila trifida là một loài ruồi trong họ Limoniidae. Chúng phân bố ở miền Australasia.